# Slackvariabler
Slackvariabel är en extra variabel man inför i en olikhet för att överföra olikheten till en likhet. Det är enklare att arbeta med likheter än med olikheter och kända metoder kan då användas för att lösa problem.

## Exempel
I linjär programmering har man vanligen ett antal villkor som skall uppfyllas samtidigt vid optimeringen.
3 x + 4 y ≤ 7

2 x + 8 y ≥ 5

2 x + 2 y = 4

I första olikheten införs slackvariabeln s, i den andra slackvariabeln t. Den sista ekvationen lämnas orörd då den redan är en likhet. Man får
3 x + 4 y + 1 s + 0 t = 7

2 x + 8 y + 0 s - 1 t = 5

2 x + 2 y + 0 s + 0 t = 4